# Badia d'Osaka
La badia d'Osaka (大阪湾, Ōsaka-wan) és una badia pertanyent a la mar interior de Seto, al Japó occidental. Com a part de la mar de Seto, la badia es troba separada de l'oceà pacífic per la canal de Kii i de la resta més occidental de la mar interior de Seto per l'estret d'Akashi. La seua costa occidental està formada per l'illa d'Awaji i les costes del nord i de l'est formen part de les prefectures de Hyogo i Osaka, a la regió de Kansai i, més concretament, al Keihanshin.
La roda de fira del mont Tenpō, localitzada al mont homònim i l'oceanogràfic d'Osaka, de Minato (Osaka), es troben a la costa de la badia.

## Indústria
Moltes indústries es troben localitzades al voltant de la badia per la convenient situació i bons enllaços de transport, tant marítim com ferroviari i aeri. La regió presenta unes bones connexions per avió o shinkansen tant cap al sud del país com per a la regió de Kanto, on es troba Tòquio; a més de tindre un públic potencial de més de nou milions de persones a la zona.
Recentmen, amb els canvis produïts al país i la reconversió industrial fruit de la deslocalització de la indústria, algunes antigues indústries pesants com ara la Nippon Steel, han començat a disminuir a la zona, sent substituïdes per noves empreses de teconologia de vanguàrdia. Infinitat de companyies del sector quaternari s'han instal·lat a la zona i s'han començat la construcció de ramals d'autopista.

## Transport

### Marítim
- Port d'Osaka
- Port de Kōbe

### Aeri
- Aeroport Internacional de Kansai
- Aeroport de Kōbe